# Coccoloba diversifolia
Coccoloba diversifolia Jacq. – gatunek rośliny z rodziny rdestowatych (Polygonaceae Juss.). Występuje naturalnie w Stanach Zjednoczonych (na Florydzie), Meksyku, Gwatemali oraz na Karaibach (między innymi w Dominikanie). 

## Morfologia

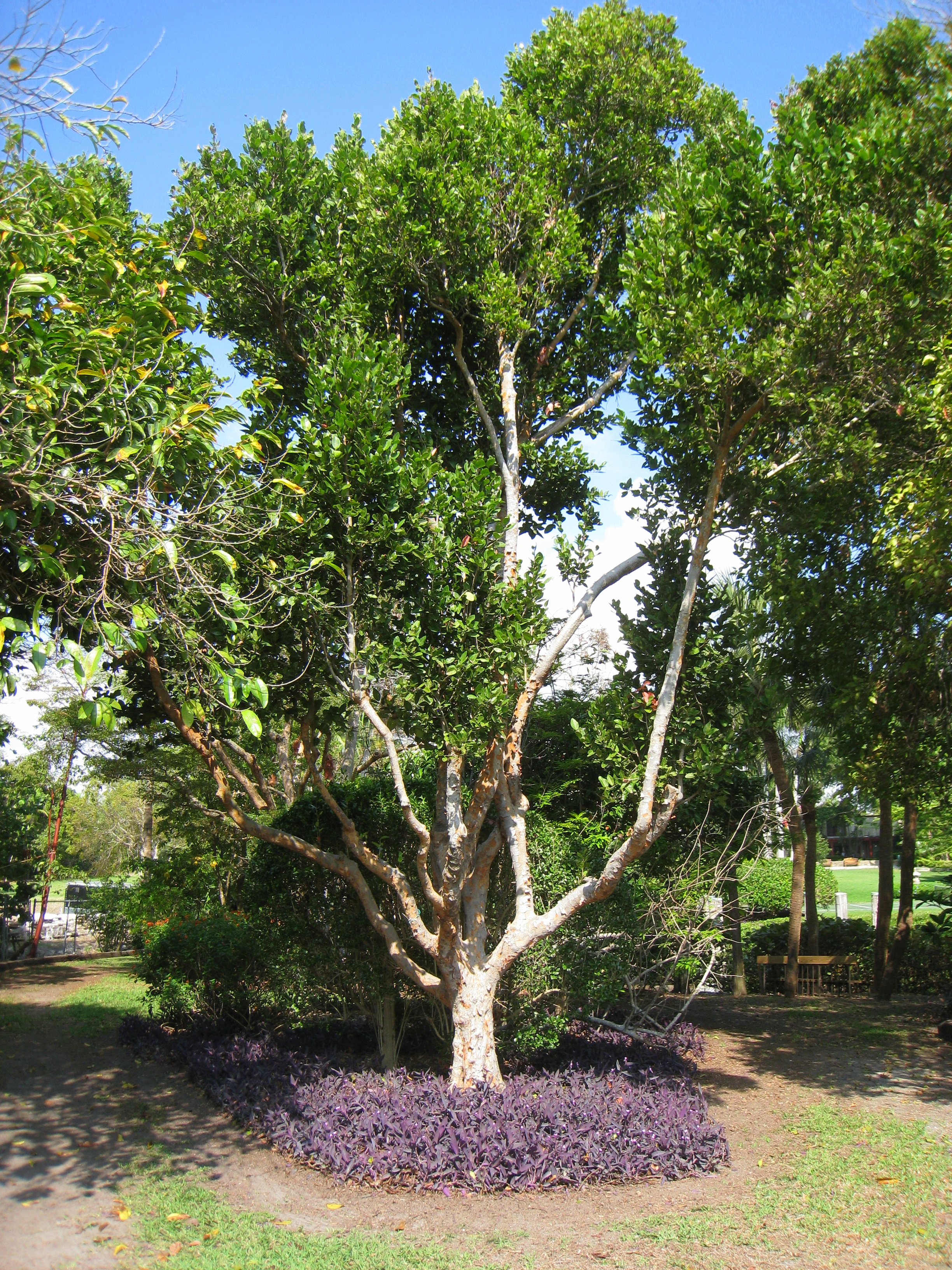
Pokrój gatunku

PokrójWiecznie zielone drzewo dorastające do 10 m wysokości. Kora ma szarawą barwę.
LiścieIch blaszka liściowa jest nieco skórzasta i ma kształt od owalnego do eliptycznego do odwrotnie jajowatego. Mierzy 5–10 cm długości oraz 3–5 cm szerokości, jest zawinięta na brzegu, o nasadzie od ostrokątnej do rozwartej i spiczastym wierzchołku. Ogonek liściowy jest owłosiony i osiąga 5–15 mm długości. Gatka ma obły kształt i dorasta do 3–5 mm długości.
KwiatyJednopłciowe, zebrane w gęste grona o długości 3–10 cm, rozwijają się na szczytach pędów. Listki okwiatu mają eliptyczny kształt.
OwoceMają jajowaty kształt, osiągają 6–10 mm długości.

## Biologia i ekologia
Rośnie na wybrzeżu, na terenach piaszczystych, na obszarach nizinnych.